# انگناخ
انگناخ (به آلمانی: Ungenach) یک منطقهٔ مسکونی در اتریش است که در ناحیه وکلابروک واقع شده‌است. انگناخ ۱۴ کیلومتر مربع مساحت دارد ۴۸۶ متر بالاتر از سطح دریا واقع شده‌است.